# Michael-Che Koch
Michael-Che Koch (* 25. Oktober 1973 in Nordhorn) ist ein deutscher Schauspieler, Moderator, Synchronsprecher, sowie Hörbuch- und Hörspielsprecher. Auch ist er in den Bereichen Theater, Film und TV tätig, sowie als Synchronsprecher in Computerspielen.
Zwischen 2015 und 2016 spielte und synchronisierte er verschiedene Rollen im Rahmen des Comedy-Formats Comedy Rocket. Alleine die Episode „Das erste Mal“, in der er die Rolle des Vaters spielt, wurde auf Facebook und Youtube über 18 Millionen Mal abgerufen.
Er ist seit 2007 mit der deutschen Schauspielerin und Synchronsprecherin Daniela Bette-Koch verheiratet. Sie leben zusammen in Bonn und haben zwei Söhne.

## Filmografie
- 2004: Ohne Worte
- 2005: Wir Weltmeister – Ein Fußball-Märchen
- 2006: Ladyland
- 2006: Sikumoya – Der schwarze Nazi
- 2007: Die Anrheiner
- 2007: Herzog
- 2008: Lindenstraße
- 2009: Unter uns
- 2010: Allein mit Dir
- 2010: Jabhook
- 2010: Quarks & Co
- 2010: Materna TMT – Training in a Cloud
- 2012: Sekretärinnen
- 2012: Hotel 13
- 2014: Der letzte Bulle (Fernsehserie, Folge: Die Büchse der Pandora)
- 2014: Heldt (Fernsehserie, Folge: Die schwarze Witwe)
- 2015–2016: Comedy Rocket
- 2018: Die Füchsin – Spur in die Vergangenheit

## Hörspiele
- 2016: Foster: Folge 2, 3 und 5 – Regie: Oliver Döring (Imaga)
- 2016: Gespenster-Krimi: Folge 9 – Regie: Markus Topf (Contendo)
- 2017–2018: Gruselkabinett: Folge 121–122, 131–132 – Regie: Marc Gruppe (Titania Medien)[4]
- 2018: Sherlock Holmes – Die geheimen Fälle des Meisterdetektivs: Folge 33 – Regie: Marc Gruppe (Titania Medien)[5]
- 2024: Streichel den Siebenschläfer von Nico Sternbaum, cbj audio, ISBN 978-3-8371-3455-1 (mit Liam Koch)

## Hörbücher (Auswahl)
- 2012: Rollende Steine (Scheibenwelt-Romane), Random House Audio, ISBN 978-3-8371-1132-3 (Hörbuch Download)
- 2018: Save Me - Maxton Hall Reihe 1 (Autorin: Mona Kasten), Lübbe Audio, 2018 Lübbe Audio
- 2018: Save You - Maxton Hall Reihe 2 (Autorin: Mona Kasten), gemeinsam mit Milena Karas, Lübbe Audio
- 2020: How not to diet, deutsch, (Autor Michael Greger), Lübbe Audio
- 2021: DIE YETIS SIND LOS! VERFLIXT UND ZUGESCHNEIT von Stefan Gemmel, Lübbe Audio, ISBN 978-3-8387-9902-5 (Hörbuch Download)
- 2022: WHITE FOX – DER RUF DES MONDSTEINS von Chen Jiatong, Lübbe Audio, ISBN 978-3-7540-0331-2 (Hörbuch-Download)
- 2023: Die Pforte des Schicksals von Chen Jiatong, Lübbe Audio, ISBN 978-3-7540-0563-7 (Hörbuch-Download, White Fox 4)
- 2024: Falsche Herzen von Reinhard Rohn, aufbau audio, ISBN 978-3-7570-1591-6 (Jan Schiller ermittelt, Bandnummer: 1, Hörbuch-Download)
- 2025: HEN NA E - Seltsame Bilder von Uketsu, Lübbe Audio, ISBN 978-3-7540-1832-3 (Hörbuch-Download)

## Videospiele (Auswahl)
- 2009: Call of Duty: Modern Warfare 2 als Soap MacTavish
- 2010: Fable III als Ben Finn
- 2010: Assassin’s Creed: Brotherhood als Fabio Orsini
- 2010: Harry Potter und die Heiligtümer des Todes – Teil 1 als Scabior
- 2011: Red Orchestra 2: Heroes of Stalingrad\Rising Storm als 1 von 3 Deutschen Soldatenstimmen
- 2011: Harry Potter und die Heiligtümer des Todes Teil 2 als Scabior
- 2011: Uncharted 3: Drake’s Deception als Charlie Cutter
- 2012: Resident Evil: Revelations als Chris Redfield
- 2012: Diablo III als Hauptmann Dalyd
- 2012: Resident Evil 6 als Chris Redfield
- 2012: Call of Duty: Black Ops II als Mike Harper
- 2013: Final Fantasy XIV: A Realm Reborn als Lahabrea
- 2014: Valiant Hearts: The Great War als Gebrabbel
- 2014: Assassin’s Creed Rogue als Kesegowaase
- 2015: Fallout 4 als Mel
- 2015: Tom Clancy’s Rainbow Six Siege als Buck
- 2017: Resident Evil 7: Biohazard als Chris Redfield
- 2017: Horizon Zero Dawn als Balahn
- 2017: Wolfenstein II: The New Colossus als Super Spesh
- 2018: Marvel’s Spider-Man als Mac Gargan / Scorpion und Jefferson Davis
- 2019: Days Gone als Alkai Turner
- 2020: Final Fantasy VII Remake als Kotch
- 2021: Resident Evil Village als Chris Redfield
- 2023: Dead Space (2023) als Aidan Chen
- 2023: Marvel’s Spider-Man 2 als Mac Gargan / Scorpion und Jefferson Davis